# Secretaría General de Cultura
La Secretaría General de Cultura, también llamada Secretaría General de Cultura y Deporte, fue un órgano del Gobierno de España, adscrito al Ministerio de Cultura y Deporte, que entre 2020 y 2023 asistió al ministro del ramo en la gestión del patrimonio cultural e histórico español. Asimismo, en sus últimos años también le correspondió el apoyo al ministro en la coordinación de las políticas deportivas.

## Historia
La Secretaría General de Cultura se crea por Real Decreto de 28 de enero de 2020. El Ministerio de Cultura y Deporte, denominado así desde junio de 2018, se estructuró en su primera etapa únicamente a través de direcciones generales. En 2020, el nuevo ministro de Cultura y Deporte, José Manuel Rodríguez Uribes, creó la secretaría general como un órgano intermedio entre las direcciones generales del departamento y el propio ministro. En agosto de 2021, el órgano se renombró como Secretaría General de Cultura y Deporte.
A finales de 2023, se suprimió, pasando sus funciones y órganos a la restablecida Secretaría de Estado de Cultura.

## Estructura
De la Secretaría General dependían los siguientes órganos:
- La Dirección General del Libro, del Cómic y de la Lectura.
  - La Subdirección General de Promoción del Libro, la Lectura y las Letras Españolas.
  - La Subdirección General de Coordinación Bibliotecaria.
- La Dirección General de Industrias Culturales, Propiedad Intelectual y Cooperación.
  - La Subdirección General de Promoción de Industrias Culturales.
  - La Subdirección General de Propiedad Intelectual.
  - La Subdirección General de cooperación Cultural con las comunidades autónomas.
- La Dirección General de Patrimonio Cultural y Bellas Artes.
  - La Subdirección General de Gestión y Coordinación de los Bienes Culturales.
  - La Subdirección General de Registros y Documentación del Patrimonio Histórico.
  - La Subdirección General del Instituto del Patrimonio Cultural de España.
  - La Subdirección General de Museos Estatales.
  - La Subdirección General de los Archivos Estatales.
- La Subdirección General de Relaciones Internacionales y Unión Europea.

Asimismo, dependía de la Secretaría General, con nivel orgánico de Subdirección General, un Gabinete Técnico como órgano de apoyo y asistencia inmediata a su titular.
Se adscribían también al Ministerio, a través de esta Secretaría General, los siguientes organismos autónomos:
- El Instituto Nacional de las Artes Escénicas y de la Música.
- El Instituto de la Cinematografía y de las Artes Audiovisuales.
- La Gerencia de Infraestructuras y Equipamientos de Cultura.

## Presupuesto
La Secretaría General de Cultura y Deporte y su organismos públicos gestionaron, en su último presupuesto, casi 902 millones de euros en el año 2023.

## Secretarios generales
- Javier García Fernández (29 de enero de 2020-20 de julio de 2021)[5]
- Víctor Francos Díaz (20 de julio de 2021-13 de junio de 2023)[6]
- Isaac Sastre de Diego (13 de junio de 2023-5 de diciembre de 2023)[7]